# Abaliella willeyi
Abaliella willeyi är en spindeldjursart som beskrevs av Embrik Strand 1928. Abaliella willeyi ingår i släktet Abaliella och familjen Thelyphonidae. Inga underarter finns listade i Catalogue of Life.